# Козубув (Свентокшиське воєводство)
Козубув (пол. Kozubów) — село в Польщі, у гміні Пінчів Піньчовського повіту Свентокшиського воєводства.
Населення — 421 особа (2011).
У 1975-1998 роках село належало до Келецького воєводства.

## Демографія
Демографічна структура на день 31 березня 2011 року:
|          | Загалом | Допрацездатний вік | Працездатний вік | Постпрацездатний вік |
| -------- | ------- | ------------------ | ---------------- | -------------------- |
| Чоловіки | 208     | 40                 | 136              | 32                   |
| Жінки    | 213     | 32                 | 117              | 64                   |
| Разом    | 421     | 72                 | 253              | 96                   |